# Četnici u Drugom svjetskom ratu
Brzim slomom Kraljevine Jugoslavije, Sile osovine komadaju područje Kraljevine Jugoslavije na manja područja s izravnom upravom dodijeljene raznim saveznicima (Mađarskoj, Bugarskoj, Rumunjskoj, Italiji); stvara se nova država NDH, te ustoličuju kolaboracijske vlade u Srbiji (Nedićeva Srbija), Sloveniji i Crnoj Gori.
U Srbiji i drugim područjima s većinskim srpskim staovništvom nastaju paravojne jedinice, koje uzimaju naziv četnici. Osnivaju ih članovi predratnih četničkih udruženja, časnici poražene vojske kraljevine Jugoslavije, te lokalni seljaci uplašeni promjenom vlasti ili izbjegli pred ustaškim progonima. Tako nastaju sljedeći značajniji četnički pokreti:
Srbija
- Četnici Koste Pećanca
- Četnici Dragoljuba (Draže) Mihailovića - Jugoslovenska vojska u otadžbini/Ravnogorski pokret

NDH
- Četnici popa Momčila Đujića - Dinarska divizija
- Četnici Radovana Abramovića Raše

Slovenija
- Slovenski četnici (Bela garda)

Crna Gora
- Četnici Pavla Đurišića

## Draža Mihailović i Ravnogorski pokret
Najveći od pokreta bio je Ravnogorski pokret, kojem je na čelu bio pukovnik Dragoljub (Draža) Mihailović. Nastao je na području Srbije i u početku surađivao s partizanima u dizanju ustanka (Užička republika), ali se ubrzo s njima sukobio, pa su do kraja rata ogorčeni neprijatelji.
Za razliku od drugih četničkih vođa, Mihailović je ljeti 1941. uspio radio-vezom uspostaviti kontakt s kraljevskom vladom Jugoslavije koja je boravila u Londonu.
General Simović, predsjednik izbjegličke vlade, u govoru preko londonskog radija 15. studenoga 1941. imenovao je Mihailovića komandantom svih jugoslavenskih oružanih snaga u otadžbini. Prosinca 1941. vlada ga je unaprijedila u čin generala, a u siječnju 1942, nakon što je Simović smijenjen, novi predsjednik vlade Slobodan Jovanović imenuje ga ministrom vojske i četnike pod njegovim zapovjedništvom proglašava Jugoslavenskom vojskom u otadžbini. Zahvaljujući tome, većina četničkih odreda na području Srbije, NDH i Crne Gore prihvatila ga je za vrhovnog zapovjednika. Međutim, Mihailović nikada nije ostvario punu kontrolu nad svim četničkim jedinicama, koje su ga nominalno priznavale za zapovjednika, pa je na terenu bilo raznolikih situacija.
Drugi samostalni odredi, nastali u tijeku 1941., prihvatili su suradnju s partizanima i odbacili naziv "četnik". Pod imenom "Dobrovoljački odredi" bili pridruženi Narodnooslobodilačkoj vojsci Jugoslavije i postupno posve integrirani u nju.

### Nastanak Ravnogorskog pokreta
Prije početka Travanjskog rata, Dragoljub Draža Mihailović bio je pukovnik u Drugoj armiji Jugoslavanske kraljevske vojske na čelu operacijske divizije. Pred kraj Travanjskog rata Druga armija bila je u Bosni i sukobila se s nadirućim njemačkim divizijama kod Kiseljaka. Nedugo poslije tog sudara snaga, Draža Mihailović napušta Drugu armiju i s ostatkom svoje jedinice povlači se prema rijeci Drini, a prilikom povlačenja spajaju se s 41. pješadijskom brigadom. Nakon spajanja ova združena jedinica prebacuje se preko Drine u Srbiju i smješta se na planinu Ravna Gora u srpnju 1941. Odmah nakon dolaska na Ravnu Goru, Draža Mihailović proglašaava osnivanje Ravnogorskog četničkog pokreta, i ubrzo nakon toga na Ravnu Goru počinju stizati dragovoljci, no Draža nije primio sve koji su htjeli pristupiti u njegove redove što zbog nedostatka vojne opreme, što zbog loše organizacije i nade da će se po Srbiji i ostalim krajevima sa srpskim stanovništvom razviti samostalni četnički pokreti. To se nije dogodilo u onoj mjeri u kojem je Draža Mihailović očekivao, jer je u organiziranju otpora protiv okupatora mnogo uspješnija bila Komunistička partija Jugoslavije.
Istaknuti četnički oficiri Draže Mihailovića bili su Zvonimir Vučković, Nikola Kalabić, Velimir Piletić, Dragutin Keserović, Zaharije Ostojić, Radomir Petrović, Pavle Đurišić, Momčilo Đujić, Dragoslav Miletić Račić, Jezdimir Dangić, Miroslav Trifunović.

### Politički program Ravnogorskog pokreta
Politički program Ravnogorskog pokreta predstavlja ekstremnu varijantu velikosrpskih pretenzija. Izražena je u proglasu Homogena Srbija, kojeg je 30. lipnja 1941. sastavio Stevan Moljević, odvjetnik iz Banje Luke. Draža Mihailović je početkom ljeta 1943. postavio Moljevića za političkog rukovoditelja četničkog pokreta.
Po tom programu, nakon rata se Jugoslavija mora preurediti na rigidnom velikorskom programu, uz oslanjanje na apsolutističku kraljevsku vlast (monarhofašizam). Odbaciti treba ne samo sporazum Cvetković-Maček iz 1939. (kojim je stvorena Banovina Hrvatska), nego i umjerene ustupke ne-Srbima iz Oktroiranog ustava 1931. i Vidovdanskog ustava 1921. Unutar Jugoslavije, treba izvršiti "etničko čišćenje" golemih razmjera, da bi se uspostavila Srbija u maksimalnim granicama. Jedino Slovenija egzistirala bi u granicama predratne Dravske banovine, dok bi se Hrvatsku svelo na dvije manje oblasti (Središnja Hrvatska s Gorskim kotarom i zapadnom Likom i podvelebitskim primorjem, te središnja Slavonija, odjeljena koridorom u istočnoj Slavoniji koji je trebalo pripojiti Srbiji). Sve ostalo bilo bi Srbija, unutar koje se druge nacionalnosti ne priznaju, te ih u tijeku rata treba iskorijeniti.
Hrvati su proglašeni krivcima za poraz u Travanjskom ratu 1941., kao i kolektivnim krivcima za zločine Ustaša. Uz Hrvate, akcije sustavnog terora bile su usmjerene osobito prema muslimanima u Bosni, Srbiji i Crnoj Gori.
Moljević je ljeti 1941. postao članom Izvršnog odbora četničkoga Nacionalnog komiteta te glavnim Mihailovićevim savjetnikom. U skladu s Moljevićevim memorandumom izdana je četnička smjernica od 20. prosinca 1941., u kojoj se kao četnički cilj određuje stvaranje »etnički čiste« Velike Srbije.
Kao uvjereni monarhisti, četnici su u komunistima vidjeli ogorčene protivnike. Rastom moći partizana, borba protiv njih zasjenila je sve ostale ciljeve, pa su četnici otvoreno surađivali ne samo s okupatorima (osobito Talijanima, a kasnije i Nijemcima) nego direktno i s ustašama.

### Kvislinški karakter pokreta
Inicijalno je Ravnogorski pokret bio stvoren kao gerilski pokret koji je trebao pružiti otpor Nijemcima, i na početku u Srbiji su imali neke manje uspjehe, no mnogi napadi bili su nevažni s vojnog gledišta i nisu se mogli mjeriti s uspjesima i organizaciji partizana koji su uspjeli stvoriti veći slobodni teritorij - Užičku republiku već u lipnju-srpnju 1941. god.
Sredinom studenoga 1941. (11. studenoga ili, po nekim izvorima, nekoliko dana kasnije) Mihailović se sastao s njemačkim vojnim izaslanstvom u selu Divci pokraj Valjeva. Obećaje da se neće boriti protiv Nijemaca i traži oružje za borbu protiv partizana. Njemački pukovnik Kogard, pomoćnik načelnika stožera Vojnog zapovjedništva Srbije, složio se da su partizani zajednički neprijatelji, ali je izrazio nepovjerenje prema Mihailovićevim četnicima, koji su za razliku od »Nedića, Ljotića, Pećanca i tolikih drugih koji su, još u početku, otvoreno stali na našu stranu (…) vodili otvorenu borbu protiv njemačkoga Wehrmachta«. Mihailović je prosvjedovao, tvrdeći da on nikada nije izdao naređenje za napad na Nijemce. Kogard mu je pokazao fotografije zaklanih i izmasakriranih njemačkih vojnika ubijenih blizu Kragujevca u listopadu 1941. i inzistirao da je Mihailović odgovoran za zločine dijela svojih potčinjenih (vidi: zapovjedna odgovornost). Tako je ovaj sastanak završio bez rezultata. (Cohen, 2, str. 19-21) Usprkos tome Mihailović je svoje obećanje održao. On je već krajem listopada naredio napad na partizane. U daljim borbama on surađuje s otvorenim kvislinzima: četnicima Koste Pećanca, dobrovoljcima Dimitrija Ljotića i tzv.  Vladom narodnog spasa kojoj je na čelu Milan Nedić.
Iako je na početku bilo suradnje između partizana i četnika u Srbiji, ovo se brzo mijenja tokom kolovoza 1941. tajnim dogovorom između Nijemaca i četničkog pokreta Draže Mihailovića kao i s pokretom Koste Pećanca. Ovaj sporazum je obuhvatio sve pokrete u Bosni, Dalmaciji i Crnoj Gori. Četnici su u sporazumu s Nijemcima dogovorili zajedniičku borbu protiv partizana, a za uzvrat su dobivali oružje, hranu, logistiku i plaću za vojnike i časnike. Draža Mihailović je u KPJ vidio takmaca u borbi za vlast nakon poraza Nijemaca, i po njemu suradnja s okupatorima bilo je manje zlo. Ovaj sporazum je utjecao na brži pad tzv. Užičke republike (udarac dojučerašnjih saveznika s leđa), te nakon njenog pada partizani nisu više djelovali uspješno u Srbiji sve do 1944. i to isključivo zbog djelovanja četnika na tom području, te njihove kolaboracije s Nijemcima.
Makar su četnici surađivali s Njemačkim okupacijskim vlastima, te s vlastima Nedićeve Srbije, na nekim mjestima su oni morali položiti oružje. Sam Mihailović je izbjegavao doći u okolnosti u kojima bi mogao biti uhićen, te je u lipnju 1942. godine iz Srbije prešao na područje Crne Gore pod talijanskom okupacijom.
U drugim područjima npr. u NDH četnici su od samoga početka surađivali s talijanskim postrojbama i vršili teror i nasilje nad nesrpskim stanovništvom. U savezničkim zemljama preko razgranate diplomatske mreže Jugoslavenska kraljevska vlada je širila propagandu o anti-fašističkoj borbi ravnogorskog četničkog pokreta, no jačanjem partizana i slanjem raznih vojnih i obavještanjih izaslanika na područje Balkana, saveznici su promijenili svoj stav 1943. Iako su u mnogim pokušajima jugoslavenska izbjeglička vlada kao i Josip Broz Tito tražili da Draža Mihailović prekine suradnju s Nijemcima i da prestanu napadati partizanske jedinice, to se nije dogodilo sve do kraja II. svjetskog rata.
Zimi 1942. – 1943. Draža Mihailović mobilizira četničke jedinice za prebacivanje preko Drine i borbu protiv NOP-a. Četnici su razgorijevali šovinističku atmosferu, tvrdeći da kreću u pohod za spasavanje srpskog naroda i osvetu Hrvatima i Muslimanima na području NDH. Stvarni cilj, međutim, bilo je uništavanje komunističke opasnosti, odnosno NOVJ, u punoj suradnji s Talijanima i posrednoj s Nijemcima. Osobito je Crna Gora doživjela jednu od najvećih mobilizacija u svojoj povijesti; uz komuniste, tome su se opirale i snage crnogorskih nacionalista (zelenaši).
Mihailovićeve snage Nijemci i Talijani rasporedili su na lijevoj strani Neretve, gdje su zatvarali obruč u kojem je trebala biti uništana Glavna operativna grupa divizija NOVJ (Bitka na Neretvi). Njihova snaga različito se procjenuje u izvorima: između 11.000 i 25.000, većinom mobiliziranih u Hercegovini i Crnoj Gori. Kada su partizanske snage prešle preko Neretve, četnici su do nogu potučeni u bitki koja je slijedila, te zatim u prodoru prema Drini u bitkama kod Jablanice, Čičeva, na Prenju i Treskavici. Vrhovni štab NOV i POJ je odlučio forsirati Drinu i nastaviti prodor u Crnu Goru i Sandžak, gdje su razbijeni četnički odredi kod Glavatičeva, Kalinovika i Nevesinja. Početkom lipnja 1943. Mihailović se povukao u Srbiju. (Petranović, II, str. 238)
Nakon poraza četnika u Hercegovini i Crnoj Gori, te kapitulacije Italije, četnici su razvili kolaboraciju s Nijemcima zaključujući tajnim ugovorima. Mihailović je odbijanje partizanskog upada u Srbiju smatrao svojom najvažnijom dužnošću. Nijemci su prihvaćali ove saveznike s nepovjerenjem; znali su da i dalje održavaju veze s izbjegličkom vladom i zapadnim saveznicima, te su smatrali da Mihailović vjerojatno precjenjuje borbenu sposobnost svojih trupa, kao i životnu snagu "konzervativne ideje" u Srbiji nasuprot "revolucionarnim elementima".  Sporazumi njemačkih stožera i četničkih vojvoda, ograničeni na određeni prostor, predviđali su i povremeno zajedničko vođenje borbe protiv komunizma, pri čemu Nijemci inzistiraju na svojem zapovjedništvu. (Petranović, II, str. 266-268)
Kralj Petar II. izdaje 12. rujna 1944. ultimatum ravnogorskim i ostalim četničkim pokretima o prekidu suradnje s okupatorom. Draža Mihailović nije to poslušao kao ni drugi zapovjednici koji su bili pod njegovim zapovjedništvom ili utjecajem. Ne samo da nije pokrenuo svoje snage protiv Nijemaca u trenutku kada je jasno s oni gube rat, kao što je tri godine najavljivao, nego je, opsjednut borbom protiv komunista, učinio točno suprotno.
Sredinom kolovoza 1944. Dragi Jovanović, Milan Nedić i Draža Mihailović tajno su se sastali u selu Ražani. Na osnovu tamo postignutog dogovora o suradnji: Nedić šalje 100 milijuna dinara Mihailovću za plaće, a Nijemci mu šalju oružje i municiju. Po njemačkoj ovlasti i s Nedićevim odobrenjem, Mihailović je 6. rujna 1944. preuzeo zapovjedništvo nad svim kvislinškim jedinicama na području Srbije: Srpskom državnom stražom, Srpskim dobrovoljačkim korupusom, Srpskom graničnom stražom i svim četnicima. Jovanović je krajem rujna otkrio Mihailoviću da se Nijemci povlače s Balkana i predložio mu da četnici zauzmu gradove diljem Srbije prije nego što to učine partizani. Mihailović je međutim već bio donio odluku o prebacivanju svojih snaga u Bosnu. (Cohen, 1, str. 100-101)
Još 11. listopada 1944., kad su se Nijemci i četnici već povlačili iz Srbije, Hitler je odlikovao Željeznim križem Pavla Đurišića, jednog od Mihailovićevih najpouzdanijih i najviših četničkih zapovjednika. (Cohen 2, sr. 35)
Kad se u listopadu 1944. Njemačka povlačila iz Srbije, s njom su pošli mnogi Srbi odani Nediću, Ljotiću i Mihailoviću; povlačenje je bilo organizirano, njemačko poslanstvo u Beogradu je s tom namjerom izdavalo putovnice i Mihailovićevim četnicima. Mnoge od tih četnika zarobili su Englezi i predali ih komunističkoj Jugoslavenskoj armiji (vidi članak Bleiburg).
Pred kraj rata u Jugoslaviji 1945. mnoge četničke jedinice povlače se preko Hrvatske i Slovenije u Austriju na predaju saveznicima, ili skidaju uniforme, briju brade i prelaze na stranu partizanskih jedinica (čime je mnogo četnika ostalo nekažnjeno, a i infiltrirali su se u Komunističku partiju, te se predstavljali kao osloboditelji Jugoslavije).
Nakon oslobođenja 1945. Draža Mihailović s malom skupinom ostaje u zemlji i bježi u Bosnu. Nakon neuspješnih pokušaja da organizira oružani ustanak komunističkim vlastima, 12. ožujka 1946. biva uhvaćen od OZNE. Nakon kratkog sudskog postupka 10. – 15. lipnja 1946., osuđen je na smrt streljanjem. Kazna je bila izvršena 17. lipnja 1946.
Javnu kampanju za rehabilitaciju Draže Mihailovića započeo je Vuk Drašković 1980-ih goidna. Želja je bila ne samo rehabilitirati ga od optužbe za ratne zločine, nego i promovirati u "prvog gerilca Europe". Međutim, kako je početkom 1990-ih komentirao jedan strani promatrač: nakon pada komunizma na vidjelo su izašla mnoga sramna djela partizana, ali nijedno slavno djelo četnika.

### Spašavanje američkih pilota
U drugoj polovici 1944., kada su brojni saveznički bombarderi prelijetali Srbiju ka ciljevima dublje u Europi, Mihailovićevi četnici su spasili 417 savezničkih pilota (od čega 343 američkih). Oni su se tada veoma trudili pokazati svoju dobru volju i korisnost saveznicima, koji su svoju potporu prebacili na Titove partizane. Četnici su međutim isto tako spašavali i njemačke pilote, a u nekim su pak prigodama hvatali savezničke pilote i predavali ih Nijemcima. (Cohen, 2, str. 35) Za usporedbnu, na kopnenom djelu Hrvatske pripadnici Narodnooslobodilačkog pokreta spasili su preko 500 savezničkih zrakopolovaca, a u bazu na Visu su samo tijekom ljeta 1944. prisilno spustilo
215 četvoromotornih savezničkih bombardera, s 1.936 zrakoplovaca. Nitko od zaslužnih za to nije bio odlikovan. (Kujunđić i Dizdar, str. 84) Iznosi se i tvrdnja da su vlasti NDH u drugom dijelu 1944. u Zagrebu i okolici spasile 56 savezničkih zrakoplovaca (Kujunđić i Dizdar, str. 84, prema C. M. McAdams) (To bi međutim trebalo provjeriti, jer McAdamsova knjiga je propagandna, doduše za Hrvatsku, pa je često nepouzdana.)
Zbog upornosti bojnika Richarda L. Felmana, njegovih suboraca i prijatelja, američki predsjednik Harry S. Truman, na osnovu pisane preporuke generala Dwighta D. Eisenhowera posmrtno je dodijelio Draži Mihailioviću kolajnu "Legion of Merit" (Orden za zasluge) za spašavanje života oborenih američkih pilota. Ova kolajna bila je dodijeljena u tajnosti, i nije bila objelodanjena da ne bi uvrijedili Tita i novu komunističku vlast u Jugoslaviji. SAD je imala interes da se Jugoslavija ne okrene u cijelosti SSSR-u.
Punih 60 godina kasnije, 9. svibnja 2005. Gordana Mihailović, kćer Draže Mihailovića, primila je očevu medalju u ceremoniji koja je bila održana u uredu američkog vojnog atašea u Beogradu u nazočnosti nekoliko preživljelih spašenih američkih pilota te senatora srpskog podrijetla George Vojinovicha.
Ovi podaci, naravno, ne mijenjaju činjenicu da je Ravnogorski pokret u cjelini djelovao kao kvislinški, održavajući istovremeno privid da predstavljaju pravi pokret otpora.

## Četnici na području NDH
Tijekom drugog svjetskog rata, četničke postrojbe osnovane su i operirale i na području Nezavisne Države Hrvatske. U početku su nastajale manje-više spontano, vođene ideološkim velikosrpskim načelima (manje grupe) ili reakcijom na ustaške pokolje (masovnije). Kasnije, sve te jedinice priznaju Dražu Mihailovića za vrhovnog zapovjednika, iako on nikada nije nad njima imao apsolutnu kontrolu.
Na području Dalmacije, izvještavaju lokalne vlasti NDH Ministarstvo unutarnjih poslova u Zagrebu od sredine lipnja 1941. godine - nakon što su Talijani mogli konstatirati ogorčenost hrvatskog naroda, pa i samih ustaša, s odredbama Rimskih ugovora - da Talijani u dijelu Dalmacije koje su pripojili Kraljevini Italiji organiziraju četničke postrojbe, dovodeći u tu svrhu i dio poznatih četnika s područja Knina, koji je bio na području koje su kontrolirale vlasti NDH. Glavno središte za obuku četnika - kojih je ondje bilo više stotina - bilo je sredinom lipnja 1941. u Kistanjama, dakle na području pod vlašću Italije. Kasnije će u vrijeme ustanaka u srpnju 1941. godine te postrojbe zauzeti pretežni dio Sjeverne Dalmacije i obližnje područje Like, a druge četničke postrojbe će pod pokroviteljstvom Talijana kontrolirati pretežni dio Istočne i dio Zapadne Hercegovine, kao i neke dijelove Bosne.
Talijanska vojska je četničke postrojbe opskrbljivala, plaćala i njima zapovijedala, kao tzv. Dobrovoljačkom antikomunističkom milicijom (MVAC).
Talijani, a nakon kapitulacije Italije 1943. god. Nijemci zahtijevali su suradnju između vlasti NDH i četnika u svrhu borbe protiv partizana, te je takva suradnja i postojala, međutim uz visoko međusobno nepovjerenje i povremene sukobe.
Vidi opsežniji članak Četnici u NDH.

### Sukob s partizanima
Iskrene suradnje četnika s partizanima nikada nije bilo. Striktno orijentirani ka očuvanju monarhije, četnici su u komunistima gledali najljuće protivnke. Svi dogovori s partizanima bili su dio planova za uništenje istih.
Suradnja je tijekom 1942. bila nastavljena u Istočnoj Bosni. Josip Broz Tito tada donosi odluku o osnivanju tzv. "dobrovoljačkih odreda" u kojima će biti okupljeni Srbi koji ne žele prihvatiti komunističku prevlast (preko komesara i partijskih ćelija u partizanskim odredima). Ti dobrovoljački odredi nisu imali valjanu disciplinu i stabilnost, pa su se ubrzo raspali. Do sredine 1942. došlo je i ovdje od jasne podjele između partizana i četnika. (Vidi članak Četnici u NDH).
Žestoke borbe između partizana i četnika rasplamsale su se tijekom 1942. i 1943. u Crnoj Gori. U prvom razdoblju četnici prevladavaju, da bi postepeno partizani preuzeli inicijativu, a osobito uprodor nakon bitki na Neretvi i Sutjesci sredinom 1943.
Nakon što su partizanske jedinice pod vodstvom komunista krajem 1941. bile izbačene iz Srbije, nad dobrim dijelom teritorije okupirane Srbije preuzimaju faktičku kontrolu Mihailovićevi četnici, ponekad u sukobima a češće u suradnji ili barem mirnoj kooegzistenciji s kvislinškim snagama Milana Nedića koje drže gradove, i preko njih i s njemačkim i bugarskim okupatorskim snagama. Sredinom 1942. Politbiro KPJ pokušao je promijeniti odnos snaga šaljući s područja koja je tada držao pod kontrolom u istočnoj Bosni i Hercegovini znatan broj partijskih aktivista i simpatizera u neprijateljsku pozadinu. U Crnoj Gori imali su djelomičnih uspjeha, dok su u Srbiji pretrpjeli teške gubitke i uspjevale su opstati samo manje grupe partizana u nekim područjima i ilegalaca u gradovima. Tek sredinom 1944. u Srbiji dolazi do ponovnog rasta partizanskog pokreta.
Četnici su pokušali uništiti partizane u istočnoj Hercegovini 1942. – 1943. U okviru četvrte neprijateljske ofenzive (vidi članak Drugi svjetski rat u Jugoslaviji), u kojoj su Mihailovićevi četnici (po procjenama, između 12.000 i 20.000) sudjelovali u suradnji s Nijemcima, Talijanima i ustašama, nakon prelaska Neretve u svibnju 1943., partizani (odnosno Narodnooslobodilačka vojska i partizanski odredi Jugoslavije, NOV i POJ) u nekoliko uzastopnih bitki teško su porazili Mihailovićeve snage. Od toga se one nisu nikada oporavile. Mihailović se povukao u Srbiju, a na području Bosne i Hercegovine ostali su pretežno manji četnički odredi (veći jedino u Kninu pod zapovjedništvom popa Momčila Đujiča. Đujićevi četnici su bili prisiljeni na povlačenje ujesen 1944. Dobili su dozvolu za prelazak preko područja koje još drži vojska NDH i većinom bili zarobljeni od partizana (tj. Jugoslavenske armije) na području Slovenije i Austrije u svibnju 1945. (Vidi članak Bleiburški pokolj.)
U ljeto i početkom jeseni 1944., kada se njemačke trupe (grupa armija E) povlače s područja Srbije, snage NOVJ polaze u masovni napad na Srbiju s područja Crne Gore i BiH, a jedinice Crvene armije ulaze na srpsko područje iz Bugarske i Rumunjske i sudjeluju u oslobađanju Beograda. Otvoreno kvisliške srpske snage (nedićevci i ljotićevci, te četnici Koste Pećanca), kao i Mihailovićevi četnici, nisu im sposobni pružiti otpor. Mihailović je početkom rujna 1944. proglasio opću mobilizaciju, koja je doživjela fijasko jer se seljaci nisu odazivali. Mnogi Mihailovićevi četnici zajedno s otvorenim kvislinzima povlače se na zapad (na teritorij NDH) zajedno s njemačkom vojskom. Četnički su odredi razbijeni u borbama, ili se razbježali i bili naoružani. Početkom 1945. razbijena je veća grupacija četnika, koja je još pružala otpor u jugoistočnoj Srbiji.
Tito je nekoliko puta upućivao pozive pripadnicima neprijateljskih postrojbi (to je uključivalo Mihilovićeve četnike, hrvatske domobrane i slovenske domobrance, ali ne i ustaše i nedićevce i ljotićevce) da pređu na stanu Narodnooslobodilačkog pokreta, uz obećanje amnestije. Posljednji rok bio je do 15. siječnja 1945. Znatan broj četnika iz Srbije iskoristio je tu priliku. Pri tome treba imati u vidu da mnogi, koje je Mihailović imao na svojim popisima kao članove svojih odreda, zapravo nikad nisu sudjelovali u borbama, čak ni nosili pušku. Pozivajući se na svoj položaj zapovjednika Jugoslovenske vojske u otadžbini, Mihailović se služio predratnim popisima za novačenje i prisilno je novačio ljude. Jezgro njegovih snaga činile su stalne posade, koje nisu bile velike (osobito nakon poraza u Bosni i Hercegovini 1943.). Od početka 1945. i nova komunistička vlast vrši mobilizaciju. Otuda dolazi većina Srba koji su pri kraju rata sudjelovali u borbama.
U Crnoj Gori su bile formirane i jedinice crnogorskih separatista pod vodstvom Sekule Drljevića. Suprotstavljali su se kako komunistima tako i Mihailovićevim četnicima, te surađivali s ustašama. Pavle Đurišić, zapovjednik snaga Mihailovićevih četnika u Crnoj Gori, sklopio je početkom 1945. dogovor s Drljevićem, te se sa svojim snagama povlačio prema zapadu. Drljevič je međutim dogovor raskinuo, te je vojska NDH u ožujku 1945. napala i uništila Đurišićeve snage na Lijevče polju kod Banje Luke. Neke preživjele grupe uništili su partizani.
Mihailović je proveo zimu 1944. – 1945. sa svojim preostalim snagama u istočnoj Hercegovini. U proljeće 1945. pokušao se probiti prvo na zapad, ali je zaustavljen, a zatim su preostale njegove snage uništene u bitci na Sutjesci, na istom mjestu gdje je dvije godine ranije vođena velika bitka u Petoj neprijateljskoj ofanzivi, 12. – 14. svibnja 1945. Tu je pobijeno oko 7.000 četnika, a Mihailović je s nekoliko stotina preživjelih uspio pobjeći u Srbiju, gdje se skrivao i pokušavao organzirati gerilske akcije. Zarobljen je u ožujku 1946., izveden pred sud i strijeljan.
Osim onih četnika koji su bili zarobljeni u Austriji, značajne snage raznih srpskih kolaboracionista našle su se početkom svibnja 1945. na području Istre, gdje su bili pod zapovjedništvom SS-ovca Odila Globočnika. Nadali su se da će ih zapadni saveznici primiti kao saveznike u borbi protiv komunista, što se nije dogodilo. Većina je bila izručena jugoslavenskim komunistima i bila odmah pobijena. Nakon što su stigle vijesti o masovnim ubijanjima zarobljenika (Srba, Slovenaca i Hrvata) Britanci i Amerikanci prestali su izručivati zarobljenike, koji su kasnije živjeli u emigraciji u raznim državama (npr. Momčilo Đujić u SAD).
Grupica četničkih odmetnika bilo je u šumama sve do 1955. godine.